# Jimmy Fallon
Pour les articles homonymes, voir Fallon.
James Fallon, dit Jimmy Fallon (prononcé en anglais : /ˈd͡ʒɪmi ˈfælən/), est un humoriste, acteur, producteur et animateur de télévision américain, né le 19 septembre 1974 à Brooklyn (New York).
Il anime depuis le 17 février 2014 l'émission The Tonight Show Starring Jimmy Fallon, diffusée quotidiennement en troisième partie de soirée sur la chaîne NBC, succédant ainsi à Jay Leno. Il fut auparavant partie de l'équipe du Saturday Night Live de 1998 à 2004 et anime l'émission Late Night with Jimmy Fallon de 2009 à 2014, également sur NBC.

## Biographie
Révélé par l'émission comique Saturday Night Live (SNL), dont Jimmy Fallon est un membre régulier de 1998 à 2004, il est alors particulièrement apprécié pour ses imitations et ses pastiches de journaux télévisés.
Il présente plusieurs cérémonies, lors desquelles il a fait de nombreux sketches et parodies : les MTV Video Music Awards 2002, les MTV Movie Awards en 2001 et 2005, ainsi que les Primetime Emmy Awards 2010. Il se fait remarquer en 2010, en 2011 et en 2013 dans son émission Late Night with Jimmy Fallon, puis en 2014 dans The Tonight Show Starring Jimmy Fallon, pour avoir interprété en duo avec Justin Timberlake History of Rap, un medley des meilleures chansons Rap en ordre chronologique — de The Sugarhill Gang à Macklemore en passant, entre autres, par Kurtis Blow, Run–D.M.C., Cypress Hill, Jay-Z, Eminem, Nelly, 50 Cent ou Kanye West — et comprenant six sessions.
Depuis juin 2011, il commente le Studio Tour du parc Universal Studios Hollywood dans une vidéo qui se termine par sa chanson Tramtastic Day. En juin 2012, il sort un nouvel album humoristique, Blow Your Pants Off, qui regroupe des parodies et chansons qu'il interprète dans Late Night with Jimmy Fallon avec des invités prestigieux : Bruce Springsteen, Paul McCartney, Justin Timberlake, Dave Matthews ou encore Eddie Vedder du groupe Pearl Jam.
En 2020, il est contraint de présenter ses excuses après la diffusion d'une vieille vidéo dans laquelle il apparaît maquillé d'un blackface, une pratique caricaturale jugée raciste.
Le 6 septembre 2023, il anime en direct depuis Londres l'émission live annonçant le nouvel album des Rolling Stones, Hackney Diamonds, attendu pour le mois d'octobre.
Le 8 septembre 2023, il est accusé publiquement par 14 anciens employés et 2 employés actuels du Tonight Show de créer une "ambiance toxique et laide" ou les employés "sont intimidés et rabaissés par leurs patrons", notamment Fallon,.
Le 10 aout 2024, il assiste à la finale de basketball aux Jeux Olympiques de Paris, entre la France et les Etats Unis. Il y rencontre le président Français Emmanuel Macron avec qui il prendra un selfie.

## Vie privée

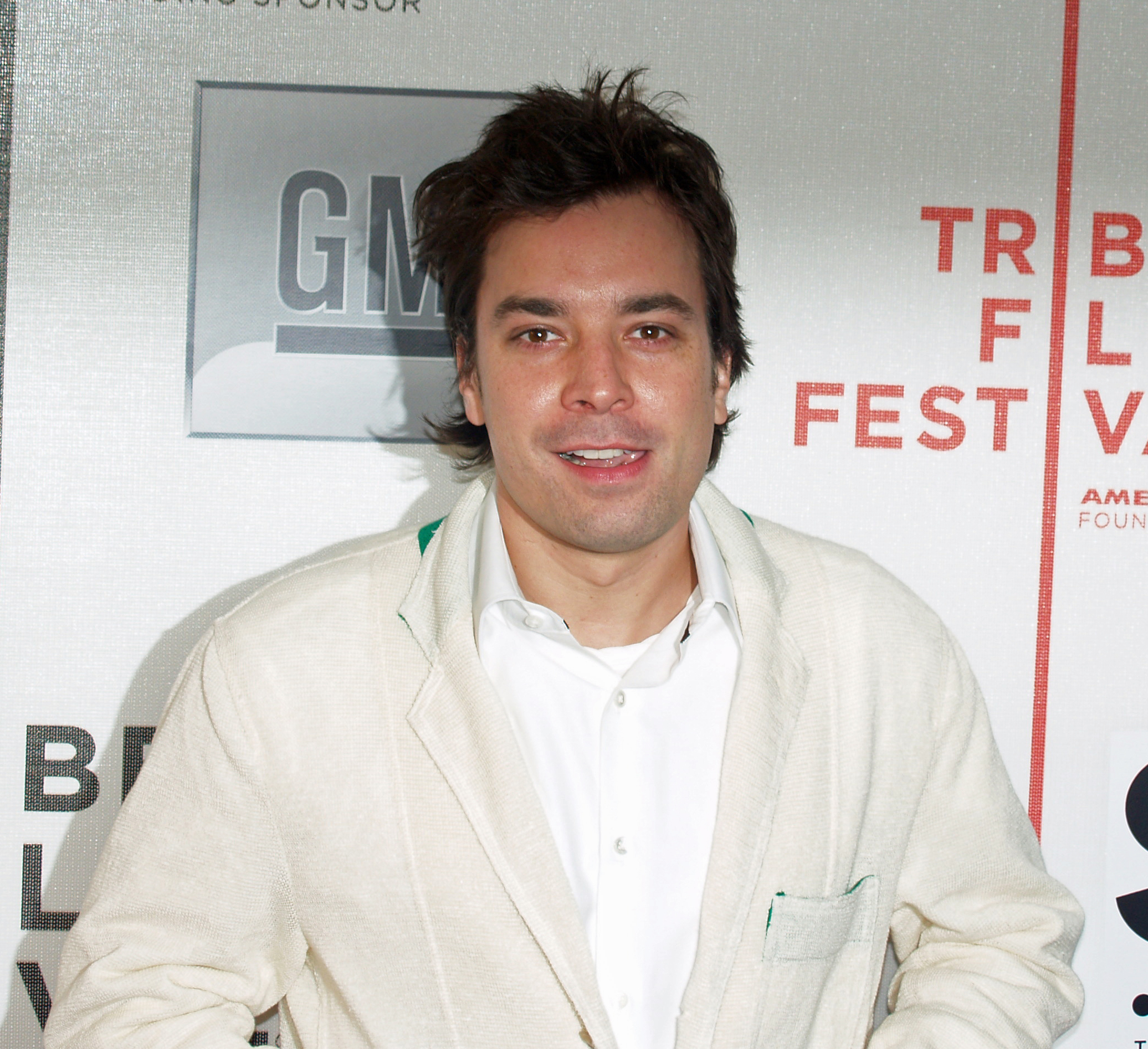
Jimmy Fallon au Festival du film de Tribeca en 2007.

Producteur de la série Guys with Kids dont Jimmy Fallon interprète le générique, il est le compagnon de la productrice de cinéma Nancy Juvonen, depuis 2005. Après s'être fiancés en août 2006, ils se sont mariés le 29 décembre 2007. Ensemble, ils ont eu deux filles : Winnie Rose (née le 23 juillet 2013) et Frances Cole (née le 3 décembre 2014).
Fallon est catholique et a voulu étant enfant devenir prêtre. Il possède une chienne Golden Retriever qu'il a appelée Gary Frick. Elle est apparue dans son émission Late Night with Jimmy Fallon.
Le 22 février 2011, Fallon était dans l'émission The Dr. Oz Show et s'est fait enlever un grain de beauté à la main gauche par le chirurgien Arthur Perry devant le public de l’émission.
Le 26 juin 2015, Fallon a été blessé à la main gauche. Son émission The Tonight Show Starring Jimmy Fallon a été annulée pendant 2 semaines pour reprendre le 14 juillet 2015.
Le 13 novembre 2017, l'animateur rend un hommage en direct à sa mère Gloria, morte le 4 novembre 2017 : « Elle était mon meilleur public, elle était celle que j'essayais toujours de faire rire », a-t-il déclaré.

## Filmographie

### Comme acteur

#### Cinéma
- 2000 : Presque célèbre (Almost Famous) : Dennis Hope
- 2003 : Anything else, la vie et tout le reste (Anything Else) : Bob
- 2003 : The Entrepreneurs : Ray
- 2004 : New York Taxi (Taxi) : Détective Washburn
- 2005 : Terrain d'entente (Fever Pitch) : Ben Wrightman
- 2006 : Doogal : Dylan (voix)
- 2006 : Arthur et les Minimoys de Luc Besson : le prince Betameche (voix anglaise)
- 2006 : Factory Girl de George Hickenlooper : Chuck Wein
- 2007 : L'Année de notre vie (The Year of Getting to Know Us) : Eliot Rockett
- 2009 : Bliss (Whip It!), de Drew Barrymore : 'Hot Tub' Johnny Rocket
- 2009 : Arthur et la Vengeance de Maltazard de Luc Besson : le prince Betameche (voix anglaise)
- 2010 : Arthur 3 : La Guerre des deux mondes de Luc Besson : le prince Betameche (voix anglaise)
- 2011 : Bucky Larson : Super star du X (Bucky Larson: Born to Be a Star) : lui-même
- 2015 : Jurassic World : Lui-même
- 2016 : Popstar: Never Stop Never Stopping d'Akiva Schaffer et Jorma Taccone : lui-même
- 2022 : Marry Me de Kat Coiro : lui-même
- 2022 : Spirited : L'Esprit de Noël (Spirited) de Sean Anders : lui-même
- 2027 : High in the Clouds : Froggo (voix)

#### Télévision
- 1998-2004 : Saturday Night Live
- 1998 : Spin City (série télévisée)
- 2000 : Sex and the Matrix : Neo
- 2000 : SNL Fanatic : Kenny VanMacintosh
- 2001 : Frères d'armes (Band of Brothers) (série télévisée) : 2nd Lt. George Rice (10th Armored) (épisode 5)
- 2009 : Gossip Girl (série télévisée) : Lui-même
- 2009-2012 : 30 Rock (série télévisée) : Lui-même / Jack Donaghy jeune (4 épisodes)
- 2012 : iCarly (série télévisée) : Lui-même
- 2014 : Wicked Bites
- 2021 : Only Murder in the Building : Lui-même (saison 1 épisode 6)
- 2022 : Password Quiz (producer and regular quest)

### Comme animateur
- 2009-2014 : Late Night with Jimmy Fallon
- Depuis 2014 : The Tonight Show Starring Jimmy Fallon

## Distinctions

### Récompenses
Récompensé aux Grammy Awards de l'année 2013 dans la catégorie meilleur album comique pour son album Blow Your Pants Off.

### Nominations
Jimmy Fallon a obtenu une citation aux Grammy Awards de l'année 2003 dans la catégorie meilleur album comique pour son album The Bathroom Wall.

## Publications
Il a écrit avec sa sœur Gloria un livre intitulé: I Hate This Place: The Pessimist's Guide to Life, réédité chez Warner Books.
Le 1er juillet 2015, il publie un livre pour enfant intitulé Your baby's first word will be Dada, dans lequel il espère que les jeunes enfants prononceront le mot « dada » (« papa » en anglais) en premier.